# دیوید واگنر (تنیس‌باز)
 دیوید واگنر (انگلیسی: David Wagner؛ زاده ۴ مارس ۱۹۷۴) یک تنیس‌باز است. 